# Nominaleinkommen
Das Nominaleinkommen (oder Nominallohn) ist in der Volkswirtschaftslehre ein Einkommen, das die tatsächliche Kaufkraft einer Währungseinheit (beispielsweise Euro oder US-Dollar) nicht berücksichtigt. Gegensatz ist das Realeinkommen oder der Reallohn.

## Geldwert
Das Nominaleinkommen lässt keine Aussagen über die Kaufkraft und den Geldwert zu, da die Preisentwicklung durch Inflation oder Deflation unberücksichtigt bleibt.

## Beispiel
Verdient jemand ein Bruttoeinkommen von 3500 Euro im Monat, so wird durch dieses Arbeitseinkommen eine bestimmte Kaufkraft beim Konsum ausgedrückt. Steigen die Preise durch Inflation beispielsweise um 5 %, so sinkt die Kaufkraft dieses Nominaleinkommens um 5 %. Gibt es – etwa wegen einer Lohn-Preis-Spirale – eine baldige Gehaltserhöhung von 4 %, so ist das Realeinkommen um 1 % gesunken (5 % – 4 %). Der Privathaushalt hat eine Geldentwertung von 1 % hinnehmen müssen, die als Realeinkommen bezeichnet wird. Der Reallohn oder das Realeinkommen sind eine reale Größe, bei der stets die Preisentwicklung berücksichtigt wird.

## Wirtschaftliche Aspekte
Der Reallohn {\displaystyle W_{r}} ergibt sich durch Division des Nominallohnes {\displaystyle W_{n}} durch das Preisniveau {\displaystyle p}:
{\displaystyle W_{r}={\frac {W_{n}}{p}}}.
Der Reallohn ist die für das Arbeitsangebot entscheidende Größe. Orientieren sich dagegen die Arbeitskräfte bei Inflation am Nominaleinkommen, so unterliegen sie der so genannten Geldillusion.
Der bei hoher Inflation von Gewerkschaften bei Tarifverhandlungen oft geforderte Inflationsausgleich soll dafür sorgen, dass die Reallöhne nicht hinter den Nominallöhnen zurückbleiben. Dies ist volkswirtschaftlich nicht vertretbar, da Erhöhungen des Arbeitsentgelts nur in dem Maße stattfinden dürfen, wie es zu Steigerungen der Arbeitsproduktivität gekommen ist.